# Bad Endbach
Bad Endbach település Németországban, Hessen tartományban. Lakosainak száma 7906 fő (2023. december 31.).

## Népesség
A település népességének változása:
| Lakosok száma | 8734 | 7987 | 7928 | 7895 | 7950 | 7906 |
|               | 2011 | 2017 | 2019 | 2021 | 2022 | 2023 |